# Бета Цефея
Координати:  21г 28м 39.60с, +70° 33′ 39.0″
Альфірк (β Цефея, β Cep, β Cephei) — третя за видимою зоряною величиною зоря в сузір'ї Цефея. 
Назва походить від араб. الفرقة (al-firqah), що означає «отара». В Улугбека разом із зорями Альдерамін (α Cep) та Алькідр (η Cep), Альфірк називали Al Kawākib al Firḳ (الكوكب الفرق), тобто «Зорі Отари». 
Є прототипом змінних типу β Цефея.

## Видимість
Альфірк видимий переважно в північній півкулі, враховуючи його високе північне схилення (70° 34′). Для тих місць, північна широта яких більша за 20° (більша частини Європи, північної Азії та Північної Америки), зоря ніколи не заходить за горизонт. Час від часу зорю можна побачити до 19° південної широти, наприклад, у таких містах Південної півкулі як Хараре у Зімбабве чи Санта-Крус-де-ла-Сьєрра у Болівії. Оскільки β Цефея має третю величину, її легко побачити в сільській місцевості, однак досить важко — при світловому забрудненні міст.

## Характеристики
β Цефея — потрійна зоряна система, яка складається зі спектроскопічно-подвійної змінної (A) та оптичного супутника 8-ї видимої зоряної величини (B). Видима зоряна величина системи змінюється між +3,15 та +3,21 зоряних величин з періодом 0,1904844 днів.
Головна зоря системи — β Цефея A — блакитний гігант спектрального класу B2IIIev. Суфікс «ev» за Йєркською класифікацією позначає спектральну змінність. Радіус цієї зорі-гіганта оцінюється як 9 R☉, а маса — 12 M☉. Як і більшість масивних зір спектрального класу B, β Цефея A є порівняно молодою зорею, її вік оцінюють у 50 мільйонів років. Як більшість гігантів, вона повільно обертається (швидкість обертання — 7 градусів на день, тобто, один оберт триває приблизно 51 день).
За початковою оцінкою місії Гіппаркос відстань до зорі становила близько 595 світлових років. 2007 року її паралакс уточнили — 4,76 ± 0,30 кутових мілісекунд, що дає відстань від Землі приблизно 210 парсек або близько 685 світлових років. З урахуванням температури поверхні 26 700 К, теоретичний розрахунок дає її світність на рівні 36 900 L☉.

## Цікаво
Внаслідок прецесії земної осі приблизно з 5100 р.н.е. β Цефея опиниться над північним полюсом, тобто стане поляриссимою, і буде там приблизно до 6500 р.н.е.